# 潮風の少女/メルシ・ボク
「潮風の少女/メルシ・ボク」（しおかぜのしょうじょ／メルシ・ボク）は、1982年3月21日にキャニオン・レコード（現：ポニーキャニオン）から発売された堀ちえみのデビュー・シングル。両A面の仕様で発売された。

## 解説
- 堀のアイドル歌手としてのデビュー・シングル。デビュー当時のキャッチフレーズは「GOOD FRIEND」。
- 「潮風の少女」では、フジテレビ系列『夜のヒットスタジオ』（1982年4月5日放映）や、TBSテレビ系列『ザ・ベストテン』の「今週のスポットライト」コーナー（同年5月20日放映、同期デビューの石川秀美と共演）などで、テレビ歌謡生番組への初出演を果たす。
- 「メルシ・ボク」は、TBSテレビ系列のテレビドラマ『メチャン子・ミッキー』の主題歌に採用された。
- オリコンチャート上において、週間最高順位は27位に入り、シングル売上枚数は8.8万枚を記録している[1]。

## 収録曲
- 両楽曲共に、編曲：鈴木茂

1. 潮風の少女（3分51秒）
作詞・作曲：松宮恭子
2. メルシ・ボク（3分14秒）
作詞・作曲：佐々木勉